# Giambattista Marino

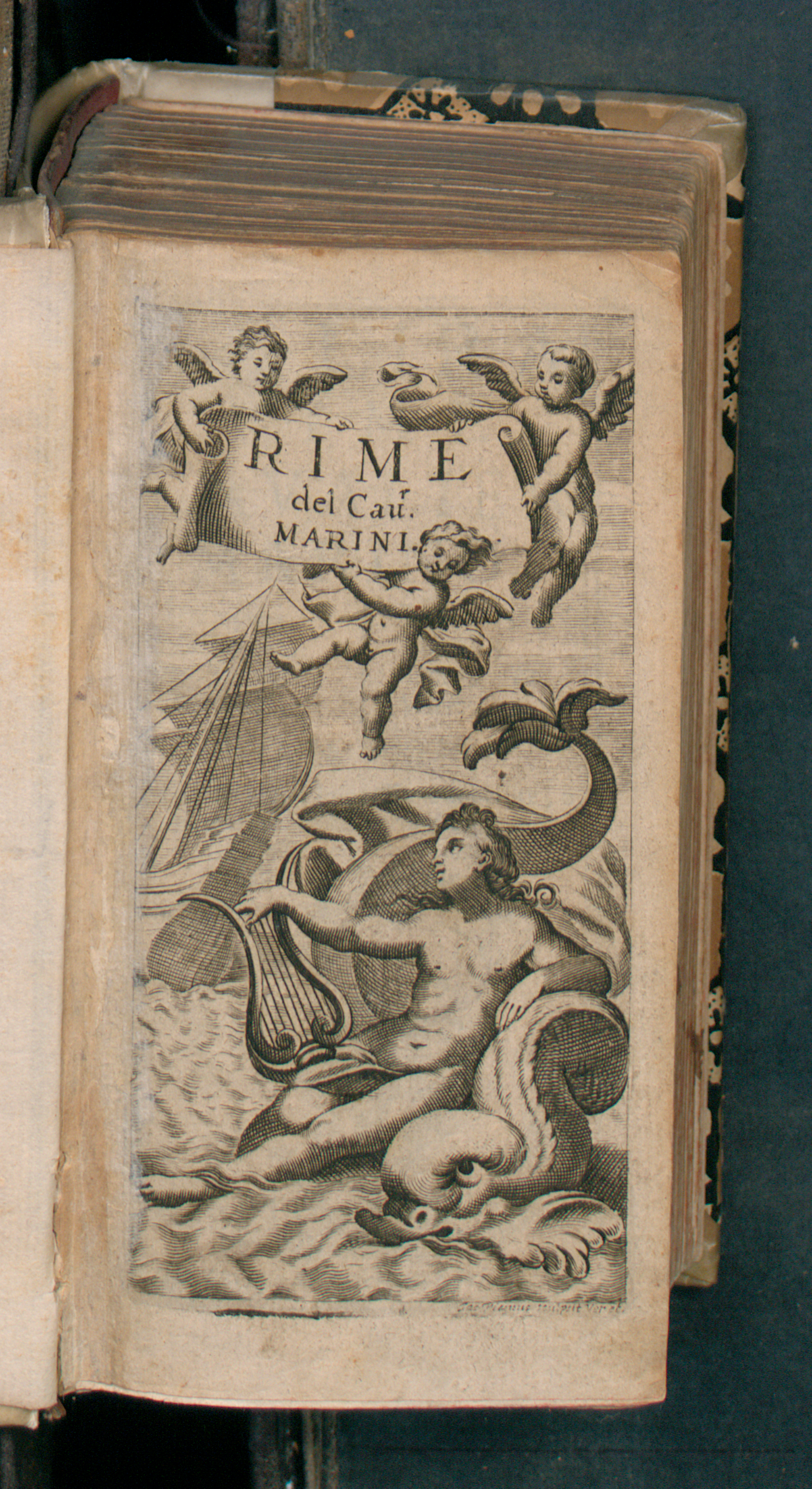
Lira, 1674

Giambattista Marino, także Marini (ur. 18 października 1569 w Neapolu, zm. 25 marca 1625 tamże) – włoski poeta, główny przedstawiciel literatury włoskiego baroku.
Twórca marinizmu. Pisał canzony, sonety, madrygały, eklogi i idylle, zebrane w La Lira (1602–1614), La Galeria (1620), La Sampogna (Fujarka) (1620); utwory w tym ostatnim zbiorze stanowią literackie przetworzenie wątków poezji ludowej. Głównym dziełem Marina jest poemat mitologiczny pisany oktawą, Adone (Adonis, 1623); ma on swobodną strukturę, zawiera liczne, zawikłane dygresje, luźne epizody i popisy erudycyjne. Twórczość poety charakteryzuje przesadna dbałość o efektowną formę, niezwykłe skojarzenia, kunsztowne metafory, kwieciste słownictwo, wyszukane figury retoryczne. Twierdził, że poezja ma przede wszystkim szokować i zaskakiwać czytelnika.
To jedna z najwybitniejszych postaci epoki: poeta, dworzanin, kochanek, tchórz, bohater i wielki artysta słowa. Młodość spędził w Neapolu, ale skutki awanturniczego trybu życia i długi zmusiły go w końcu do przeniesienia się najpierw do Rzymu, a potem do Turynu. W latach 1615–1623 przebywał w Paryżu, gdzie był protegowanym Marii Medycejskiej i Ludwika XIII. Do ojczyzny powrócił na krótko przed śmiercią. Przez całe życie towarzyszyły mu sława i zazdrość.
Marino nie chciał opisywać natury. Jego światem jest odrealniony świat ksiąg, pałaców, galerii obrazów i rzeźb. Poeta to według niego "rybak w morzu literatury", na które składają się dzieła innych twórców. Marino żądał od poety przede wszystkim pomysłowości i mistrzowskiego panowania nad językiem i wierszem. W poezji nie liczą się żadne reguły. Jedyną regułą poety powinno być łamanie wszystkich reguł. Przykładem kunsztu wersyfikacyjnego Marina może być pierwsza strofa pieśni drugiej Adone. W tej kanonicznej oktawie, rymowanej zgodnie z wzorcem abababcc, wszystkie rymy łączą się w jeden asonans oparty na samogłosce [i], co jest przejawem harmonii wokalicznej.
W ten sposób poeta do najtrudniejszej strofy dodaje dodatkowy rygor formalny.
Giunto a quel passo il giovinetto Alcide,
che fa capo al camin di nostra vita,
trovò dubbio e sospeso infra due guide
una via, che’ due strade era partita.
Facile e piana la sinistra ei vide,
di delizie e piacer tutta fiorita;
l’altra vestìa l’ispide balze alpine
di duri sassi e di pungenti spine.